# 西非经济货币联盟
西非经济货币联盟（法語：Union économique et monétaire ouest-africaine）是西非国家的经济货币地区组织。

## 简介
1994年1月10日，西非经济货币联盟成立，其前身是“西非货币联盟”。1994年8月1日起，《西非经济货币联盟条约》生效。西非经济货币联盟的宗旨是促进成员国之间的人员、物资、资金流通，最终建立西非共同体。西非经济货币联盟的成员国共有8个：贝宁、布基纳法索、科特迪瓦、马里、尼日尔、塞内加尔、多哥、几内亚比绍。

## 成员国
- 布吉納法索
- 尼日尔
- 塞内加尔
- 多哥

## 组织机构
西非经济货币联盟的总部设在布基纳法索的首都瓦加杜古。主要组织机构有：
- （1）国家元首和政府首脑会议：是西非经济货币联盟的最高权力机构，每年至少开会1次，执行主席由成员国的国家元首轮流出任。
- （2）部长会议：各成员国含财政部长在内的2名部长参加，每年至少开会2次。
- （3）联盟委员会：西非经济货币联盟常设领导机构，由各成员国分别推举1位委员组成。委员不代表派出国，任期4年，可连任，不可中途罢免。
- （4）联盟法院：1995年1月27日成立，由各成员国分别推举1位成员组成，任期6年，可连任[1][2]。

根据《西非经济货币联盟条约》，还设有联盟审计法院、商会等等机构。
西非经济货币联盟下设两家银行：
- （1）西非国家中央银行：发行非洲金融共同体法郎（俗称“西非法郎”，是非洲法郎的一种），总部设在塞内加尔首都达喀尔，在各成员国都设有分支机构。
- （2）西非开发银行：区域性政府间开发金融机构，总部设在多哥首都洛美，旨在促进西非经济货币联盟成员国经济平衡发展以及西非经济一体化[1][2]。

## 主要活动
截至2016年，西非经济货币联盟共召开19届国家元首和政府首脑会议：
- 第一届：1996年5月，瓦加杜古
- 第二届：1997年6月，洛美
- 第三届：1999年1月，洛美
- 第四届：1999年12月，洛美
- 第五届：2000年12月，巴马科
- 第六届：2001年12月，达喀尔
- 第七届：2003年1月，达喀尔
- 第八届：2004年1月，尼亚美
- 第九届：2005年3月，尼亚美
- 第十届：2006年3月，尼亚美
- 第十一届：2007年1月，瓦加杜古
- 第十二届：2008年1月，瓦加杜古
- 第十三届：2009年3月，瓦加杜古
- 第十四届：2010年2月，巴马科
- 第十五届：2011年1月，巴马科
- 第十六届：2012年6月，洛美
- 第十七届：2013年10月，达喀尔
- 第十八届：2015年1月，科托努
- 第十九届：2016年6月，达喀尔

2015年1月19日，西非经济货币联盟第18届国家元首和政府首脑会议在贝宁经济首都科托努召开。会议通过了西非经济货币联盟成员国《融合、稳定、增长、互助议定书》以及主题为“在注意公共债务质量和可持续性的同时，维持联盟内举债上线水平”的宣言。
2016年6月5日，西非经济货币联盟国家元首和政府首脑特别峰会在塞内加尔首都达喀尔召开。会议通过了《和平与安全宣言》及《行动纲领》。